# Francesco Rizzoli

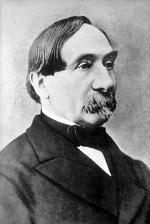
Rizzoli

Francesco Rizzoli (* 11. Juli 1809 in Mailand; † 24. Mai 1880 in Bologna) war ein italienischer Arzt und Politiker.

## Leben und Wirken
1840 wurde Rizzoli Professor für Geburtshilfe. 1849 erhielt er den Lehrstuhl für Klinische Chirurgie in Bologna und 1876 in Pavia.
Als glühender Patriot unterstützte Rizzoli den Unabhängigkeitskampf seiner Heimat und wurde 1879 von König Umberto I. in den Senato del Regno berufen. Mit Giuseppe Garibaldi verband ihn eine lange Freundschaft und 1862 gewann er ihn auch als Patient.
Rizzoli kaufte 1879 das ehemalige Olivetaner-Kloster San Michele in Bosco und vermachte es der Provinz Bologna mit der Auflage, dort eine Klinik für Orthopädie zu eröffnen, was erst 1896 geschah.

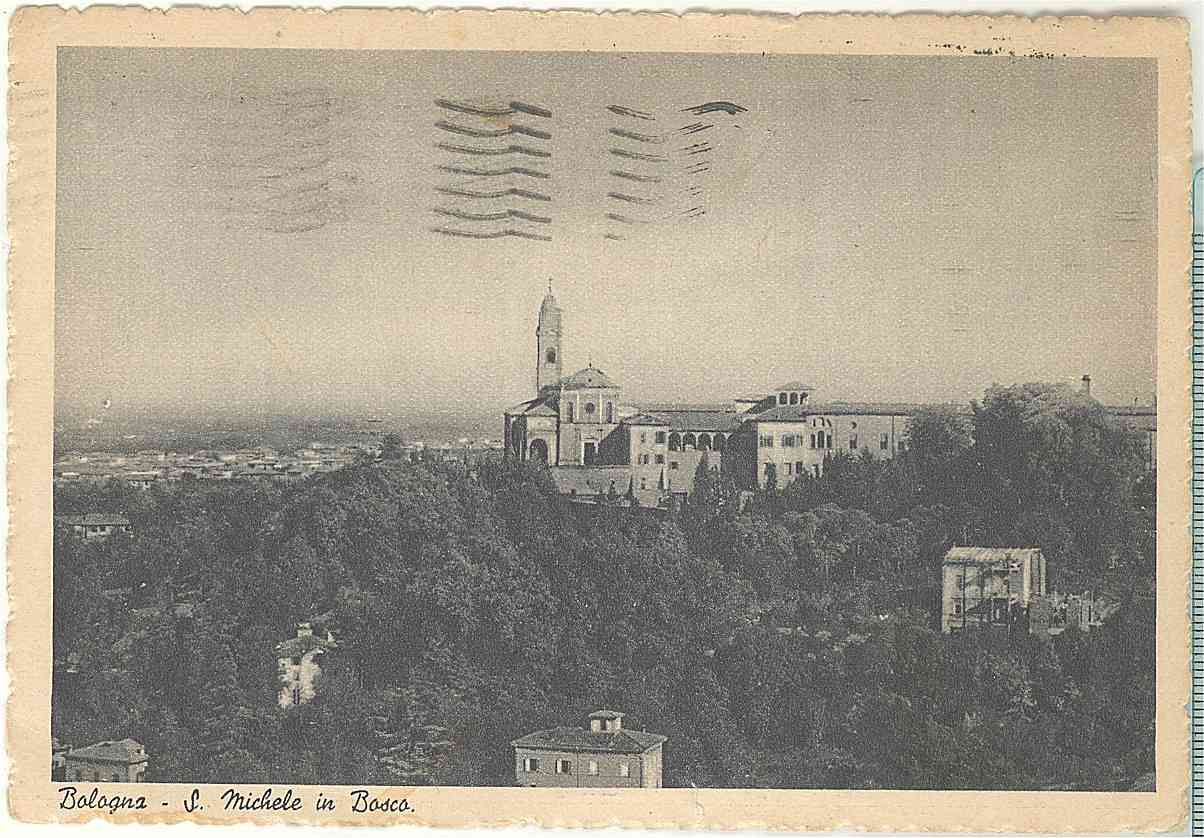
San Michele in Bosco: Sitz des Istituto ortopedico Rizzoli (Bologna) (Postkarte von 1954)